# Marcão (football, 1994)
 Marcos Vinicius Amaral Alves, plus connu sous le nom de Marcão, né le 17 juin 1994 à Tietê au Brésil, est un footballeur brésilien. Il évolue au poste d'attaquant au Ulsan HD.

## Biographie
Après avoir joué dans des clubs brésiliens de rang inférieur, Marcão débarque en deuxième division sud-coréenne en 2017 avec Gyeongnam FC. Durant deux saisons, il remporte le championnat de deuxième division, accédant à la K-League. Son passage en Corée du Sud lui permet aussi de devenir meilleur buteur en D2 (22 buts) puis en D1 la saison suivante (25 buts).
Après cela, il passe trois saisons en Chine à Wuhan Three Towns, remportant en 2022 le championnat et en terminant meilleur buteur (27 buts).
En janvier 2023, il est enfin transféré en Arabie saoudite dans le club de Al-Ahli FC, fraîchement descendu en deuxième division saoudienne.

## Palmarès

### En club
- Championnat de São Paulo en 2014 avec Ituano
- Championnat de Corée du Sud D2 en 2017 avec Gyeongnam
- Championnat de Chine en 2022 avec Wuhan Three Towns

### Distinctions personnelles
- Meilleur buteur de D2 sud-coréenne en 2017 (22 buts)
- Meilleur buteur de D1 sud-coréenne en 2018 (25 buts)
- Meilleur joueur de K-League en 2018
- Meilleur buteur de D1 chinoise en 2022 (27 buts)